# Anthony Fiumara
Anthony Fiumara (Tilburg, 1968) is een Nederlandse componist en musicoloog. Zijn werk bestaat uit het arrangeren en componeren van hedendaagse klassieke muziek. 
Naast componeren zet Fiumara zich in voor het hedendaagse klassieke muziekleven. Hij is docent aan FAA-AMPA (Fontys Academy of the Arts, Academy of Music and Performing Arts), waar hij lessen geeft in compositie.

## Biografie

### Componist
Anthony Fiumara volgde privélessen compositie bij Richard Rijnvos en is sinds 2004 actief in het componeren van hedendaagse klassieke muziek. Naast het schrijven van eigen composities arrangeert hij werken van collega's uit verschillende genres, onder wie Steve Reich, John Adams, Brian Eno, Aphex Twin en Massive Attack. Zijn muziek wordt uitgegeven bij Deuss Music. 
De hoogtepunten uit zijn carrière zijn tot nu toe onder andere de uitvoering van Aperture in 2008 in het Concertgebouw in Amsterdam dat tevens opgenomen werd door Radio4 en de geluid- en lichtstellage die hij in 2009 samen met lichtartiest Jaap van den Elzen ontwikkelde. De stellage werd in het Muziekgebouw aan 't IJ getoond tijdens de Nederlandse Muziekdagen. Fiumara's pianoconcert Aerial ging in maart 2010 in première en werd uitgevoerd door het Noord Nederlands Orkest met als solist Ralph van Raat. Bij dat orkest is hij in 2016-2017 'composer in residence'. 

### Musicoloog
Anthony Fiumara behaalde in 1993 zijn masterdiploma muziekwetenschappen aan de Universiteit Utrecht. Hij gaf gastcolleges op zowel het Conservatorium van Amsterdam als het ArtEZ Conservatorium in Zwolle (Artez). Daarnaast werkte hij voor de uitgeverij Donemus en was actief als muziekjournalist. Zijn artikelen zijn te vinden in boeken, magazines en cd-boekjes. Hij schrijft voor de Trouw, ontwikkelt radioprogramma's en bijdragen van zijn hand zijn te vinden in de Dutch Journal of Music Theory, Luister en Mens en Melodie.
Fiumara is betrokken bij meerdere festivals. Hij was de laatste artistiek directeur van Orkest De Volharding en vocaal kwintet Compagnie Bischoff. Daarnaast was hij medeoprichter van het OUTPUT Festival (voor elektrische gitaar in eigentijdse klassieke muziek). In 2009 richt hij met slagwerker Arnold Marinissen het ensemble Lunapark op. Dit ensemble speelt regelmatig composities en arrangementen van Fiumara en gaf in 2011 zijn eerste cd uit.

## Werken

### Solo
- For Aart Strootman (2010), voor elektrische gitaar
- Dust (2010), voor elektrische gitaar
- Solo for Alto Flute (2009), voor alt fluit, elektronische delay/reverb, en thaise gongs (optioneel)
- À.X. (2008), voor piano en lo-fo elektronica
- Ninety-Two Falls #6: Thonthorstruck (2007), voor percussie
- Ninety-Two Falls #4: Walking & Falling (2007), voor percussie
- Ninety-Two Falls #3: A Note For James Tenney (2007), voor percussie
- Bells (2006), voor elektrische gitaar
- Fern (2006), voor piano
- Ninety-Two Falls #2 (2006), voor percussie
- Ninety-Two Falls #1 (2006), voor percussie
- Solo for Bass Clarinet (2006), voor basklarinet en elektronische delay/reverb

### Vocaal
- The House That I Built (2010), voor twee sopranen en barokensemble
- Marseilles Sunshine (Stuart A. Staples) (2010), arrangement voor ensemble en rockzanger
- Welle of Mercy (2010), voor zangers (TTBB) en strijkorkest
- Falling (2010), voor drie sopranen en klokkenspel
- Graduale 3 & 4 (2009), voor vocaal quintet (SSATBar) en percussie
- 7 Interludes (2008), voor vocaal quintet (SSATBar) en percussie
- Graduale 1 & 2 (2007), voor vocaal quintet (SSATBar) en crotales
- Chant (2006), voor vocaal quintet (SSATBar)
- Endgame (2004), voor oudemuziekensemble

### Werken voor orkest en ensemble
- Klein lied (ware grootte) (2010), voor blokfluit en gitaar
- The House That I Built (2010), voor twee sopranen en oudemuziekensemble
- Introduction (Stuart A. Staples) (2010), arrangement voor ensemble en rockzanger (met Arnold Marinissen)
- Marseilles Sunshine (Stuart A. Staples) (2010), arrangement voor ensemble en rockzanger
- Welle of Mercy (2010), voor zangers (TTBB) en strijkorkest
- Aerial (2009), voor piano en orkest
- Discreet Music (Brian Eno) (2009), arrangement voor ensemble (with Arnold Marinissen)
- 6 Aphex Twin Songs (2009), arrangementen voor ensemble en voor piano solo
- Three Variations on the Canon in D Major by Johann Pachelbel (Brian Eno) (2009), arrangement voor strijkensemble (with Arnold Marinissen)
- Cloud Chamber (2008), voor ensemble
- Aperture (2008), voor percussie, piano, orgel en strijkorkest
- Short Ride In a Fast Machine (John Adams) (2008), arrangement voor blaasensemble
- Kranz (2005), voor ensemble
- Lines & Arcs (2005), voor ensemble
- City Life (Steve Reich) (2005), arrangement voor blaasensemble
- Frozen Time (2004), voor twee trompetten en trombone
- Endgame (2004), voor oudemuziekensemble

### Geluidstellages en elektronica
- Ponts de ténèbres (2010), elektronische interludes
- Waxing, Waning (2009), geluid- en lichtstellage, met Jaap van den Elzen
- Counting Eskimo Words for Snow (2008), koptelefoon geluidstellage

### Arrangementen
- Introduction (Stuart A. Staples) (2010), arrangement voor ensemble en rockzanger (met Arnold Marinissen)
- Marseilles Sunshine (Stuart A. Staples) (2010), arrangement voor ensemble en rockzanger
- Discreet Music (Brian Eno) (2009), arrangement voor ensemble (with Arnold Marinissen)
- 6 Aphex Twin Songs (2009), arrangementen voor ensemble en voor piano solo
- Christiaan Andriessens uitzicht op de Amstel (Louis Andriessen) (2009), arrangement voor blaasensemble
- Three Variations on the Canon in D Major by Johann Pachelbel (Brian Eno) (2009), arrangement voor strijkensemble (with Arnold Marinissen)
- Short Ride in a Fast Machine (John Adams) (2007), arrangement voor blaasensemble
- City Life (Steve Reich) (2005), arrangement voor blaasensemble